# Ливонски ред
Ливонски ред је био аутономна грана Тевтонског реда, основана 1237. године. Касније је био члан Ливонске конфедерације, од 1435. до 1561. године.

## Историја
Ред је основан од остатака Ливонског братства мача након пораза од Жемајта 1236. године у бици за Сауле. Укључени су у Тевтонски ред и псотали познати као Ливонски ред 1237. године. Између 1237. и 1290. године, Ливонски ред је освојио Курландију, Ливонију и Земгалију, али покушај Реда да освоји Новгородску републику је био неуспјешан и војска је на крају поражена у бици на Чудском језеру (1242) и бици код Раквере (1268). Ред је 1346. купио Војводство Естонију од краља Валдемара IV Данског. Живот на територији Реда описан је у Хроници Балтазара Русова (њем. Chronica der Provinz Lyfflandt).
Тевтонски ред је пао након пораза у бици код Гринвалда 1410. и за вријеме секуларизације пруских територија током владавине Алберта Брандербушког 1525. године, али је Ливонски ред успио да се одржио као независтан.
Пораз Ливонског реда у бици код Виљкомирома 1. септембра 1435, коштао је ред живота мајстора и неколико високорангираних витезова, а приближио га сусједу у Ливонији. Споразум Ливонске конфедерације (eiine fruntliche eyntracht) потписали су у Валку 4. децембра 1435. архиепископ Риге, епископи Курландије, Дорпата, Езел-Виека и Ревала; представници Ливонског реда и вазала, као и представници градских вијећа Риге, Дорпата и Ревала.
Током Ливонског рата, Ред је претрпио тежак пораз од снага Велике московске кнежевине у бици код Ермесе 1560. Ливонски ред је тражио заштиту од Сигисмунда II Августа, краља Пољске и великог кнеза Литваније, који је интервенисао током рата између епископа Риге Вилијама и Братства 1557.
Након постизања споразума са Сигисмундом и његовим представницима (посебно са Миколајом „Црним” Радзивилом), посљедни ливонски мајстор, Готхард Кетлер, секуларизовао је Ред и преобратио у лутеранизам. У јужним дијеловима земље Братства створио је Војводство Курландије и Земгалије за своју породицу. Велики дио преостале земље је заузела Велика кнежевина Литванија. Сјеверни дио Естоније су подијелиле Данска и Шведска.
Од 14. до 16. вијека, средњонискоњемачки језик се говорио у градовима Ханзе, али га је касније насљедио горњоњемачки језик као службени језик од 16. до 17. вијека.